# Atraphaxis decipiens
Atraphaxis decipiens är en slideväxtart som beskrevs av Jaub. & Spach. Atraphaxis decipiens ingår i släktet Atraphaxis och familjen slideväxter. Inga underarter finns listade i Catalogue of Life.